# Ploceus benghalensis
Ploceus benghalensis là một loài chim trong họ Ploceidae.
Loài này sinh sống ở vùng đồng bằng sông phía bắc của tiểu lục địa Ấn Độ. Giống như những loài rồng rộc, chim trống xây một tổ kín từ lau sậy và bùn, và những con cái đến thăm chọn một người bạn đời ít nhất một phần dựa trên chất lượng của tổ.
Chúng là loại định cư hoặc di cư cục bộ, là loài đặc hữu của Nam Á. 